# Lerma (rivier)
De Lerma is een rivier in het westen van Mexico. Het is de langste rivier van Mexico, en stroomt door de staten Mexico, Querétaro, Guanajuato, Michoacán en Jalisco.
De Lerma ontspringt bij Almaloya del Río, in de deelstaat Mexico. De bron wordt gevoed door vulkanische bronnen van de Monte de Las Cruces. Vervolgens stroomt de rivier naar het noordwesten, vormt de grens tussen Querétaro en Michoacán tot Guanajuato, waarna de rivier naar het zuiden keert. Vervolgens volgt de Lerma de grens tussen Michoacan en Jalisco alvorens uit te monden in het Chapalameer. Sommigen beschouwen de Río Grande de Santiago, die vanuit het Chapalameer richting de Grote Oceaan stroomt, als voortzetting van de Lerma.
De Lerma is berucht vanwege haar ontzettende vervuiling. In de loop van de rivier bevinden zich 44 waterzuiveringscentrales. Bovendien wordt de Lerma in delen van haar loop bedreigd met opdroging, aangezien er te intensief gebruik van wordt gemaakt bij de landbouw.